# Giovanni Brunero
Giovanni Brunero (ur. 4 października 1895 w San Maurizio Canavese, zm. 23 listopada 1934 w Cirié) – włoski kolarz szosowy startujący wśród zawodowców w latach 1917–1932, trzykrotny zwycięzca Giro d’Italia.

## Najważniejsze zwycięstwa
- 1920 – Giro dell’Emilia
- 1921 – Giro d’Italia
- 1922 – Giro d’Italia, Mediolan-San Remo
- 1923 – Giro di Lombardia
- 1924 – Giro di Lombardia, etap Tour de France
- 1926 – Giro d’Italia